# Burgruine Aichelberg (Wernberg)

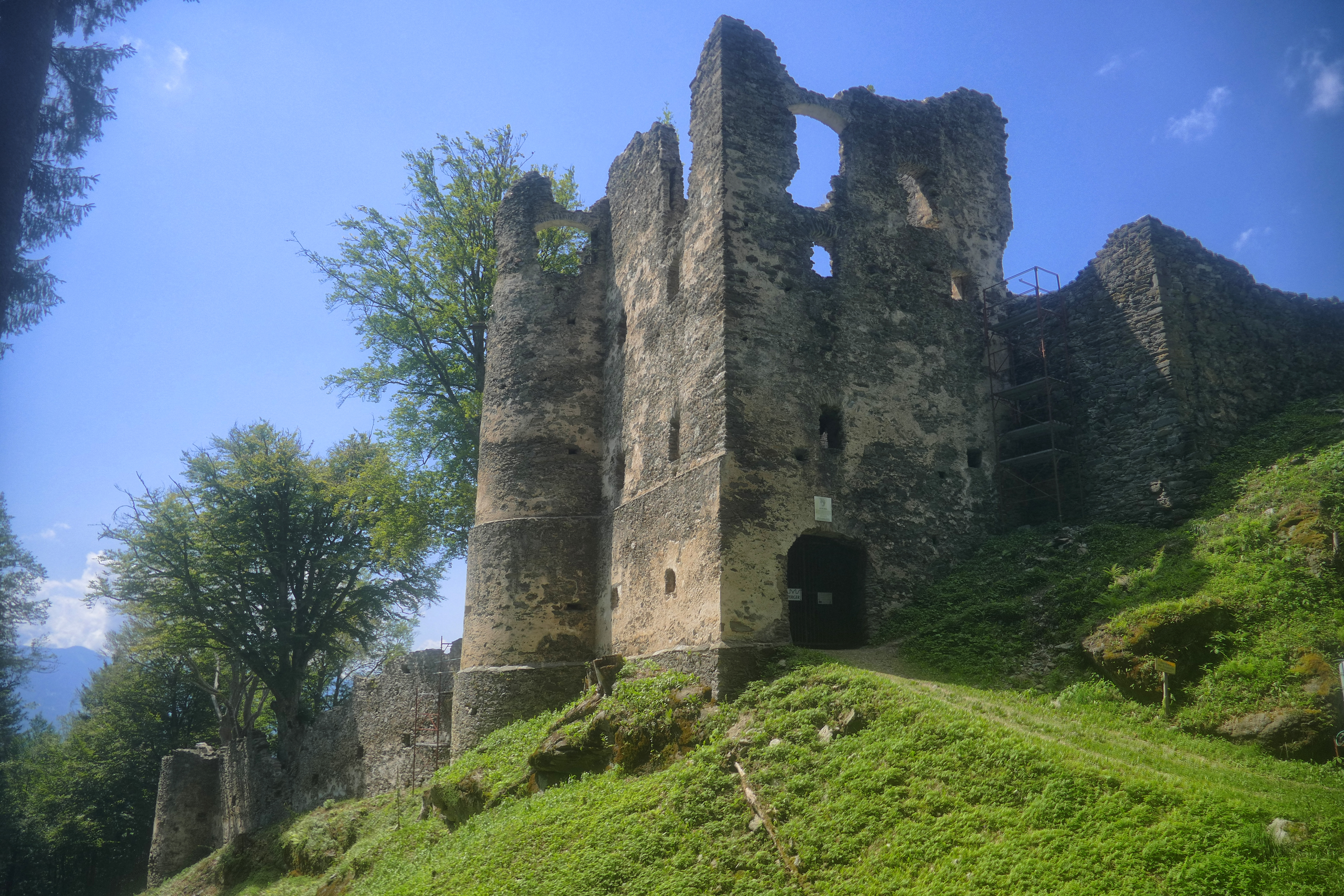
Burgruine Aichelberg 2021

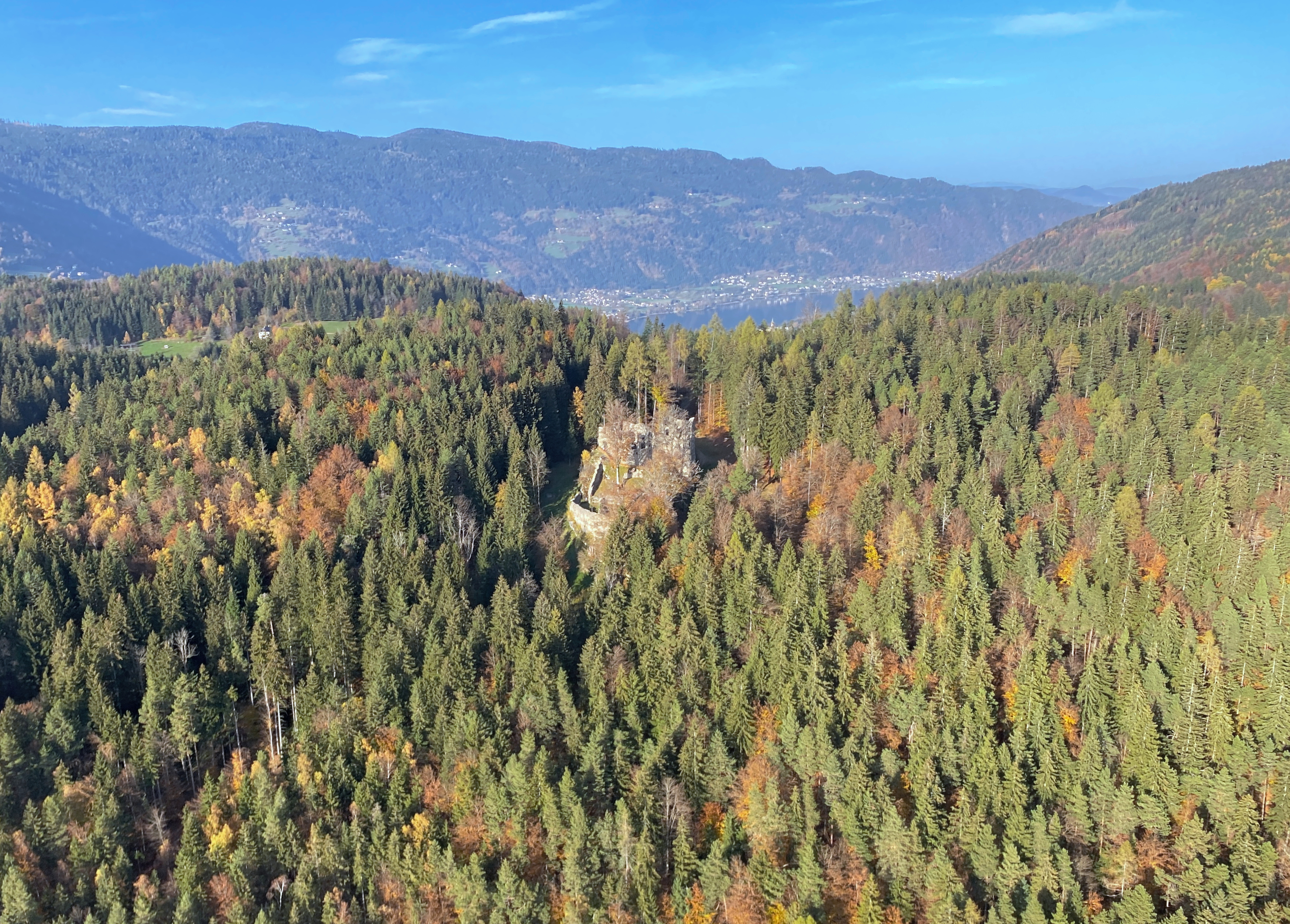
Luftaufnahme der Burgruine Aichelberg

Die Burgruine Aichelberg, auch Burg Eichelberg genannt, liegt in den Ossiacher Tauern nordöstlich der Gemeinde Wernberg im österreichischen Bundesland Kärnten.

## Geschichte
Die noch gut erhaltene, in ihrer heutigen Gestalt hauptsächlich aus dem 16. Jahrhundert stammende Anlage liegt in der Nähe römischer Handelswege. Ursprünglich handelte es sich um eine spätromanische Befestigung. Im Krieg zwischen Kaiser Friedrich III. gegen den ungarischen König Matthias Corvinus wurde die Burg 1484 zerstört und Ende des 15. Jahrhunderts in der heutigen Form wieder aufgebaut. Eine Darstellung bei Valvasor zeigt, dass die Burg um 1688 bereits im Verfall begriffen war.
Das Geschlecht der Eychelburg ist urkundlich seit 1224 nachweisbar. Ihre Burg ging im Jahr 1431 in den Besitz der Khevenhüller über, die Erweiterungen bzw. den Wiederaufbau vornahmen. 1629 wurde sie jedoch von den protestantischen Khevenhüller, die emigrierten, an Hans Siegmund Graf von Wagensberg verkauft. Im Laufe der Zeit ging der Besitz an die Familie Orsini-Rosenberg.

## Anlage
Von der ausgedehnten Anlage sind der vierstöckige Wohnbau mit großen Fenstern und der dreistöckige Torbautrakt mit vorspringendem Rundturm noch gut erhalten. Der Bergfried wurde im 16. Jahrhundert abgetragen. Ein umfriedeter Vorhof ist der Anlage im Süden vorgelagert. 
Die Burg war von 2016 bis 2022 für Sanierungsarbeiten gesperrt; 600.000 Euro wurden dabei von der Gemeinde, dem Bund, dem Land, dem Bundesdenkmalamt und der Besitzerfamilie investiert. Seit September 2022 ist die Anlage jedes Jahr von April bis Oktober öffentlich zugänglich.